# アニタ・リザナ
アニタ・リザナ（Anita Lizana、1915年11月19日 - 1994年8月21日）は、チリ・サンティアゴ・デ・チレ出身の女子テニス選手。1937年の全米選手権女子シングルスで優勝した、当地最大の女子テニス選手である。“La ratita”（ラ・ラティタ）という愛称で呼ばれた。フルネームは Anita Lizana de Ellis （アニータ・リサーナ・デ・エリス）という。右利き。

## 来歴
6人兄弟の3番目の子供として生まれたアニタ・リザナは、6歳からテニスのラケットを握り、11歳になる頃にはアマチュアのテニス選手として競技できるレベルに到達していたという。チリ国内のジュニア大会を総なめにした後、海外のトーナメントに参戦を開始し、ウィンブルドン選手権や全米選手権で活躍を始める。1936年・1937年の2年連続でウィンブルドン選手権のベスト8に進出。1937年の全米選手権女子シングルス決勝で、アニタ・リザナはポーランドのヤドヴィガ・イェンジェヨフスカ（1912年 - 1980年）を 6-4, 6-2 のストレートで破り、チリのテニス選手として最初の4大大会優勝者に輝いた。リザナがチリに凱旋帰国した時は、国中が祝賀ムードに盛り上がったという。これはラテンアメリカ出身のテニス選手としても史上初の偉業であった。（決勝で敗れたイェンジェヨフスカは、この年はウィンブルドンに続いて2大会連続の準優勝に終わったが、後に著した自伝でリザナのことも記述している。）リザナはキャリアを通じて、シングルス17勝、ダブルス2勝、混合ダブルス5勝の記録を残した。
アニタ・リザナは後にスコットランドのテニス選手、ロナルド・エリス（Ronald Ellis）と結婚し、1946年のウィンブルドン選手権まで国際トーナメントに出場した。選手引退後はイギリスに在住し、1994年8月21日に胃癌のため78歳で死去した。
チリのテニス界では、近年の男子選手としてマルセロ・リオス、ニコラス・マスー、フェルナンド・ゴンサレスなどが活躍し、マスーとゴンサレスは2004年のアテネ五輪で金メダルを獲得した。しかし、アニタ・リザナのような4大大会シングルス優勝者は、チリからはその後出現していない。